# Ralstonia
Ralstonia Yabuuchi et al., 1996 è un genere di proteobatteri, precedentemente inclusi nel genere Pseudomonas. Il suo nome deriva dalla batteriologa statunitense Ericka Ralston.
La specie tipo è Ralstonia pickettii (Ralston et al. 1973) Yabuuchi et al. 1996.

## Varianti
Ricercatori dell'Università della California, Los Angeles (UCLA) hanno creato una varietà di Ralstonia (Ralstonia eutropha H16) geneticamente modificata che sintetizza isobutanolo dall'anidride carbonica usando elettricità prodotta da una cella solare, come un potenziale carburante alternativo. Il progetto è stato finanziato dal Dipartimento dell'Energia degli Stati Uniti d'America.

## Genomi
- Ralstonia Genome Projects (da Genomes OnLine Database)
- Comparative Analysis of Ralstonia Genomes (in DOE's IMG system)